# Kaunakes

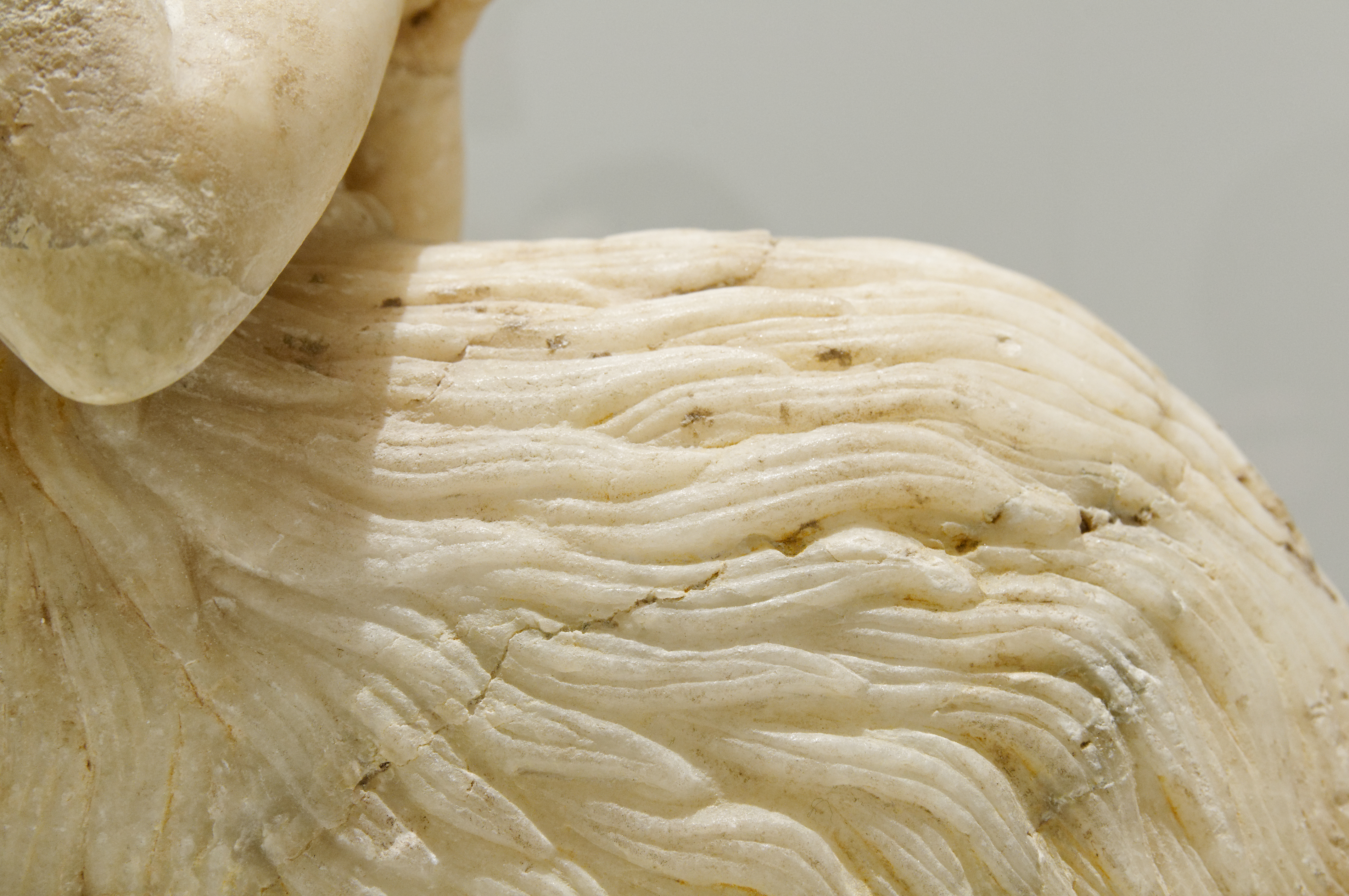
Detail einer Kaunakes bei einer Statue aus Mari (ca. 2400 v. Chr.; Louvre, Paris)

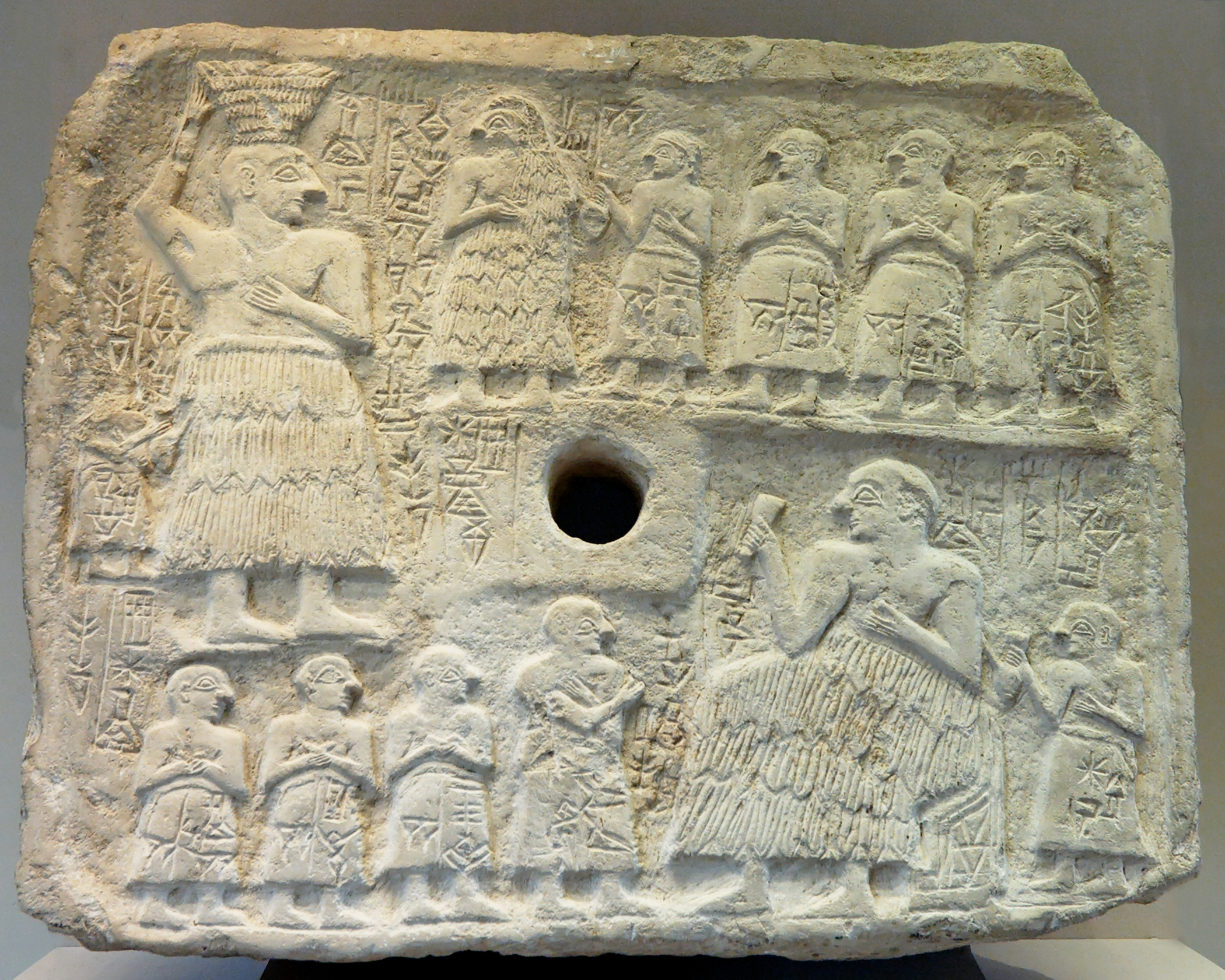
Votivtafel des Ur-Nanshe aus der 1. Dynastie von Lagaš (ca. 2500 v. Chr.; Louvre, Paris)

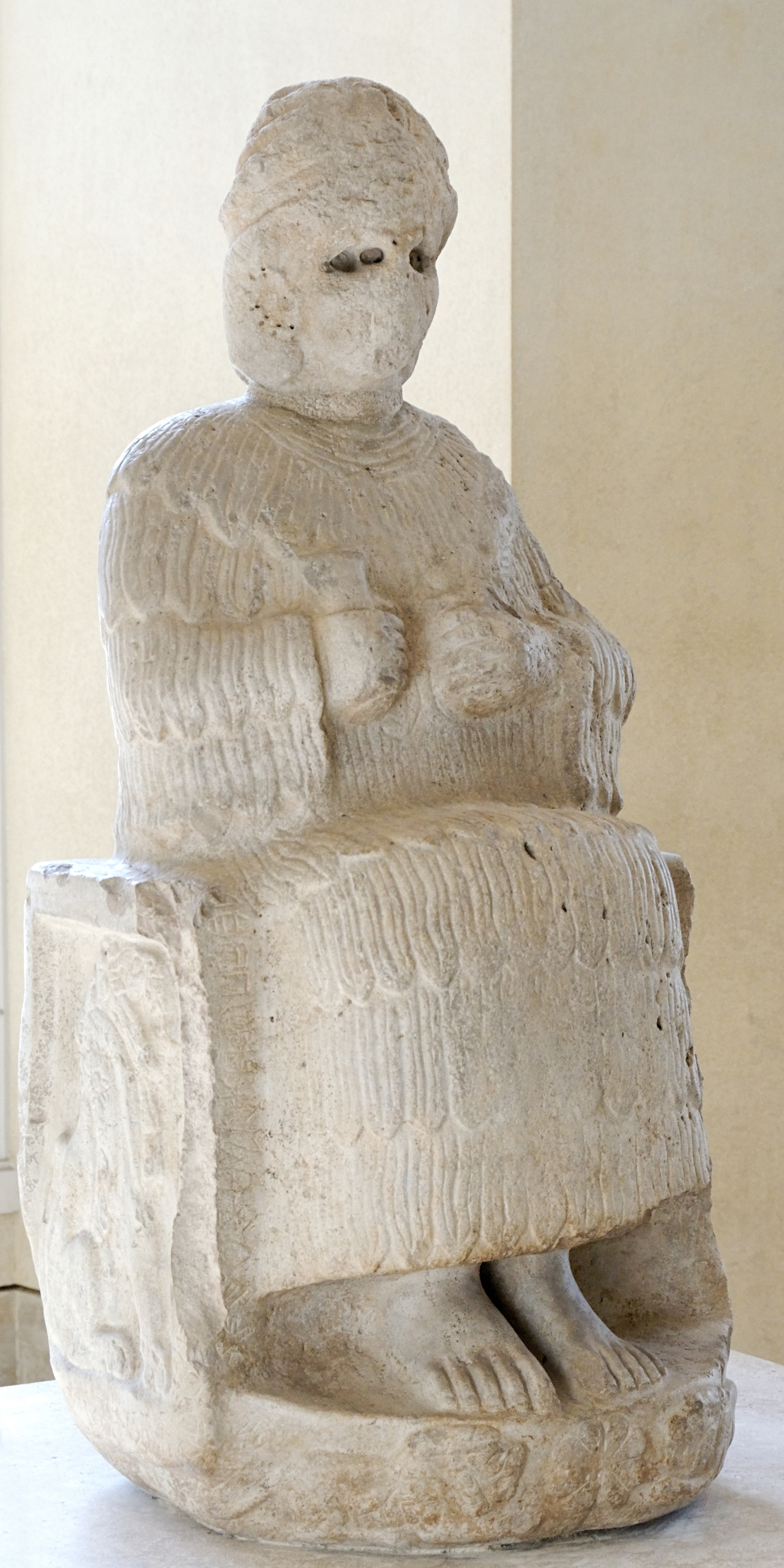
Statue von Narunte, die einen Frauen-Kaunakes trägt, ca. 2100 v. Chr. bei Susa

Der Kaunakes (griechisch καυνάκης) bezeichnet ursprünglich einen Pelz aus Mäuse- oder Wieselfell, dann den aus einem Schurz hervorgegangenen, aus Fell gefertigten Halbrock der Sumerer des 4. Jahrtausends v. Chr., schließlich den mesopotamischen Rock des 3. Jahrtausends v. Chr. (Zottenrock). Frauen trugen den Kaunakes nicht als Halbrock, sondern als Umhang.
Die Kleidungsstücke bestanden aus einem Wollgewebe, das einem Schaffell nachempfunden wurde, indem Wollzotten stufig übereinander gesetzt eingewebt wurden oder beim Weben Schlaufen aus dem Schussfaden gezogen wurden, so dass ein Florgewebe entstand. 
Es handelte sich wahrscheinlich um ein Kleidungsstück ritueller Natur. Abbildungen solcher Stoffe werden im europäischen Mittelalter eingesetzt, um Menschen aus fernen Ländern zu charakterisieren, auch als ikonografisches Symbol, z. B. für Johannes den Täufer.